# كارل هاوورث
كارل هاوورث (بالإنجليزية: Carl Haworth)‏ (9 يوليو 1989 في المملكة المتحدة - ) هو لاعب كرة قدم كندي في مركز الهجوم. شارك مع منتخب كندا تحت 23 سنة لكرة القدم. أما مع النوادي، فقد لعب مع FC London ‏ وأوتاوا فيوري وOttawa Fury SC ‏.

## وصلات خارجية
- كارل هاوورث على موقع قاعدة بيانات كرة القدم.إي يو (الإنجليزية)
- كارل هاوورث على موقع Soccerway.com (الإنجليزية)